# دار الحاج (طور الباحة)

تعديل مصدري - تعديل

دار الحاج هي إحدى قرى عزلة طور الباحة بمديرية طور الباحة التابعة لمحافظة لحج، بلغ تعداد سكانها 41 نسمة حسب تعداد اليمن لعام 2004.